# 県立海空高校野球部員山下たろーくん
『県立海空高校野球部員山下たろーくん』（けんりつうみそらこうこうやきゅうぶいんやましたたろーくん）は、『週刊少年ジャンプ』にて第1部が1986年44号から1987年1･2合併号まで、第2部が1987年14号から1990年32号まで連載されていた、こせきこうじ原作の漫画作品。単行本全21巻。
また、それを原作としたアニメ映画。
社会人となった主人公を描いた続編として『週刊コミックバンチ』（コアミックス）で連載された『株式会社大山田出版仮編集部員山下たろーくん』、『山下たろーくん うみとそらの物語』の2作がある。

## 概要

### 作品解説
タイトル通り高校野球を題材としたスポーツ漫画である。こせきのデビュー作である「ああ一郎」を、柔道漫画から野球漫画に舞台を移すという発想で描かれている。
基本的な描写は試合が中心で、学校の授業風景や登場人物の私生活はおろか、練習風景すらほとんど描かれていない。また、ほとんどの登場人物が苗字のみで名前も設定されていない。1試合は15-25回前後で完結し、次の試合までのインターバルも1-3回程度。試合の描写が長くなりがちな野球漫画の中ではテンポがよい作品である。また、本作では野球部長とベースコーチの姿は一切描かれていないが、実際には野球部長（責任教師）は試合中にはベンチ入りが義務付けられており（監督が部長を兼任しているチームはある）、ベースコーチも自軍の攻撃時には必ず一塁、三塁に入らなくてはいけない。
他、作品の特徴として、通常の時間軸ではあり得ない会話や問答を試合中に取り入れ、心理状態を表現することが多い（投球されて、キャッチャーのミットにボールが届くまで0.7秒未満の間に、周囲の複数の会話が成り立つなど）。
また、現実の高校野球とは甲子園の出場校数に違いがあり、連載当時の1987年においては選抜大会における関東代表校は4校だったが、本作では選抜大会に出場した関東地区代表校は関東大会優勝の海空、準優勝の山沼の2校しか描写されておらず、ベスト4の江河原、明陵が出場した描写はない(しかも後述の通り海空、山沼は同県)。
荒木飛呂彦が「この作品が『ジョジョの奇妙な冒険』を描く上で最も影響を受けた作品」という主旨の文章を単行本5巻に寄稿している。

### ストーリー
史上最高を目指す史上最低の野球部員、山下たろー。彼の所属する海空高校野球部は、やる気の無い常に1回戦コールド負けの弱小チームだった。ある日の練習中、同じ地区の強豪・山沼高校が練習試合の帰りに偶然立ち寄ったのを偵察に来たと勘違い。さらに山沼の選手たちのお世辞を信じ込んだ海空ナインは猛練習を重ね、またたろーの野球への情熱に感化され、怒涛の勢いで勝ち進むのだった。

## 登場人物
打順・守備位置は主なもの。
なお連載開始前に掲載された2本の読切『海空高校4番三塁 山下たろーくん』『海空高校5番投手 山下たろーくん』（以下「4番三塁」「5番投手」または「読切」）では、たろーや辰巳を除いて登場人物の設定が異なっている。高倉に似た暴力恐怖症の主将や、若月や吉行に似た風貌の人物も登場しているが、その他の人物は連載版には引き継がれなかった。

### 県立海空高校（千葉県）
校舎は2階建ての木造であり、中央の大きな時計がシンボルである。男女共学。関東のどこの県にあるかは最後まで明らかにならなかったが、単行本4巻の野球場に僅かに「千葉」の文字の一部が見えていること、また「海空」「大潮」など海にまつわる校名が多いということ（他の3県は海に面していない）からも、千葉県の可能性が高かった。2018年、作者こせきこうじが漫画トーク番組『漫道コバヤシ』に出演した際、実際に千葉県営球場がモデルだと明かし、舞台は千葉県であるとオフィシャルで認めた。
野球については無名校であるが、バックネット付きのグラウンド、専用部室、テレビ、ビデオといったAV機器を所有するなど、野球部に必要な設備は整っている。しかし、大会出場に必要な人数がギリギリという薄過ぎる選手層が最大の弱点で、大中央学園戦以降の最終盤では欠場者を二人も出し、控えの選手もいないなど戦力に大きく響いてしまったため、本作最後の試合となる山沼との甲子園決勝戦で不戦敗になりかけた。校名通りユニフォームは青が基調である。
山下たろー
主人公。投手。「史上最高の野球部員」となることが目標。ナガシマに憧れ､野球を始めた。何をやってもダメな高校生で周りから苛められていたが、辰巳との出会いで隠された野球の能力が開花していく。1つのことに気をとられると他が極端に疎かになる、辰巳曰く「ド不器用」だが、技術の習得や咄嗟のひらめきによる順応性により強敵に対する打開策を見出す。通称「発展途上人間」。江河原戦では右打席に立ちまたサウスポーでの登板も行うなど、架空の野球選手の中でも稀なスイッチヒッターかつスイッチピッチャーでもある。普段は右投左打。「たたかれても、踏みつぶされても平気な」頑強な身体が持ち味だが、故障も厭わず限界以上に身体を酷使したことが続編の伏線となっている（上述のように海空の野球部は控えの選手が新開しかいなかったため、十分な休養や治療が出来なかったのも原因の一つである）。
キャラクターの基本設定はこせきのデビュー作「ああ一郎」の主人公長島一郎を流用し、作者曰く「一郎をもう少ししゃべれるようにした」との事。
「～（だ）ど」「～（だ）もんね」など、言葉遣いは独特。ただし一人称の「おで」は「俺」がなまったわけではない（サインにもそう記している）。他者からの呼称は「たろー」「山下たろー」で、苗字のみで呼ばれたのは「4番三塁」の場内アナウンスの1度のみ。
1973年2月2日生まれ、身長152cm（1989年3･4合併号より）。
投球・守備
高く足を振りあげるピッチングフォームで、速球を主体とした温和な顔に似合わない勝負度胸のある強気な投球スタイルである。常に真っ向勝負が信条（作中では敬遠は作戦による1度のみ）。また、ハーフスピードの直球をど真ん中に投げる、超スローボールを駆使するなど相手打者の虚をつく大胆さも持ち合わせている。与四球率自体は特筆すべき成績ではないが、得点圏に走者を置いた際は抜群の制球力を見せるコマンドピッチャーである。スローカーブ、チェンジアップ、フォークボール、サンライズボール（後述）など球種も豊富。スタミナも凄まじく、関東大会の山沼戦では250球以上を投げて完投した。得意球は、全身をムチのようにしならせたフォームから繰り出す打者の手元でボールが伸びる「大速球1号」と、さらに腕の関節の柔らかさを加えた「大速球2号」。
選抜高校野球大会（以下甲子園）で吉田や辰巳が投手の際には捕手を務めたが、捕球技術は高くない。読切では三塁手も務めている。
打撃・走塁
4番（大中央学園戦のみ3番）。本来は右打ちだったが、一塁に近いからという単純な理由で左打ちに転向。最初の2球を空振りして追い込まれることは多いが三振の描写は極端に少なく、ファウルで粘った末に打開策を見つけ、結果を出す。長打率が高く、読切を含めた本塁打数は二桁に達する。江河原戦では右打席で本塁打を放っている。（江河原の左翼手がはじいたアシスト本塁打）
ここぞという時の走力は攻守両面に活かされている。特に一見無謀な本塁突入や俊足で鳴らす相手へのタッチプレイが勝敗を左右することも多い。
なお春の甲子園での4本塁打（内2本はランニング本塁打）は実際の記録をも上回る。さらに紀伊國戦及び大中央学園戦で外野の好守に阻まれ本塁打を1本ずつ損しており、「全試合」「5試合連続」「計6本の」本塁打の大記録を逃した。
辰巳亮介
三塁手。3番（甲子園で2試合だけ2番）右投右打。中学時代は投手だったが、当時の監督に指図されたのが気に食わず暴行事件を起こし、たろーと出会うまで野球をやめていた。大柄で血の気の多い粗暴な性格で、何かに付けてたろーを殴って蹴って張り倒す。もしたろーと出会っていなければ、殴って蹴って袋叩きが趣味の、単なる危ないヤツだったであろうというのが、周囲の一致した見解。一方、チームが勝利した時でも歓喜の輪には加わらず後ろで腕組みをしながら微笑むようなクールな一面も持つ。打撃力・守備力ともに高く、新開に「海空の一番の実力者」､佐々木に「メジャーリーガーに匹敵する」とまで評価されるほど。春の甲子園準決勝あわもり戦では先発投手を務め、驚異的な握力でフォークボールを連投し、咄嗟の思いつきでスプリットフィンガード・ファストボールを投げ込むなど高い野球センスを見せつけた。あわもり戦で途中降板した後は捕手を務めた。普段は恐ろしい形相であるが、集中力が高まると無表情になる。全国制覇を決めた直後には嬉し泣きをしているが、泣いた姿が描かれたのは、この1度のみである。
試合外の私生活が描写された数少ない人物。2階建ての一軒家に住んでおり、「ジョジョ」に登場する石仮面を所持している（前述の通り荒木と交流がある為のジョーク）。
なお下の名前が明らかにされたのは続編でのことであり、本作ではたろーを除く他の登場人物と同じく、名前は最後まで不明のままであった。
須永
二塁手。右投左打。（南浦戦では最初の打席で右打席に立っている）海空が誇るリードオフマン（最初の山沼戦のみ9番）で通称「さすらいの賭博師」。高校生ながら「競馬・すごろく・麻雀・チンチロリン」など各種ギャンブルにより常に勘を研ぎ澄ましており、勝負師としてのセンスは抜群。北野も認める芸術的な打撃と守備を誇る。辰巳に勝るとも劣らない実力者であり、須永を起点に相手投手を攻略することも多い。冷静沈着で孤高の人物という印象を与えがちだが、仲間を思う絆と勝利にかける執念は人一倍。一方私生活はナインでも知る者はおらず、辰巳曰く「人に寝ている姿を見せたことがない」。（但し、単行本の第１巻では目を閉じて深呼吸をするところは描かれている。）常に帽子を外さない。初期は性格や口調・口数など若干キャラ設定が異なっており、表情も豊か。海空の選手（吉田を含む）で唯一、泣いた姿が描かれていない。
高倉
一塁手で主将。右投右打。「暴力恐怖症」という一面を持つが、慢心しているナインを殴って気合いを入れようとした辰巳に自ら「やってくれ」と頼む、観客の野次に激高した大内山の頬を叩いて落ち着かせる、辰巳に求められ殴って気合いを入れる、など随所で主将らしいリーダーシップを発揮するようになった。打順は8番、5番、2番と多彩。明陵戦では、立原の「左の狙撃兵」への恐怖心を克服して犠牲フライを放ち、突破口を開いた。
田中
捕手。右投右打。家が農家であり、普段家では農業を手伝っている。鍬を振り下ろすような独特のダウンスイング「農耕打法」が特徴。素朴な顔に似合わず冷静沈着な性格であり、リードは正攻法を主体としながらも時に大胆なものに切り替え、相手を撹乱する。江河原戦でたろーの球をスイカに例えてその気にさせるなど、女房役としてたろーの操縦法を心得ている。「バント練習にて桃やトマトをボール代わりに用い、それらの柔らかい野菜を潰さずに当て勢いを殺すことができる」ほどのバントの名手であり、出塁率も高い。江河原戦の1回裏には、二塁走者の大田原を牽制でアウトにし、そこそこ肩も強い。ナインの中では脚が遅いのが短所(試合を観戦していた長尾に指摘されている)。関東大会までは2番で固定だったが、吉田の加入以後は補欠となり、外野手としても出場するようになる。（大中央学園戦では途中から右翼の守備についているが、この時は左中間の飛球をダイレクトキャッチし、足は速くなっている。あわもり戦は中堅の守備についている。）
熊田猪一郎
左翼手。（江河原戦は不出場）右投右打。巨漢で、スイング時にすっぽ抜けたバットが左翼手の守備位置まで届くほどの怪力を誇り、またレフトからノーバウンドで捕手まで鋭く返球できるほどのチーム一の強肩を持つ。一方チーム一気弱で、手強い相手の前では震えていることが多い。また非常に涙もろい。打順は5番、6番、7番。県大会初戦の大潮商との試合でスクイズを決めた際に首を負傷し、9回裏の打席に立った際には首をまわす事もできなくなり、監督から「代打新開」と告げられた。県大会決勝戦の江河原戦は不出場、関東大会以降は全試合出場を果たしているが、首の負傷はウィークポイントとして残ってしまった。たろー以外でサヨナラホームランを打ったチーム唯一の選手である。
大内山
中堅手。右投右打。チーム一短気。かつてたろーをバカにしていたが、やがて感化され、海空ナインとしての自覚をもつようになる。なぜか山沼の近藤に対しては強く、関東大会決勝で本塁打を含む4安打を放った。守備も良い。ホームラン性の打球を何度もダイレクトキャッチしている。甲子園では大中央学園戦で足を負傷し、以降の試合は欠場した。あわもり戦では伝令をしている。練習時には打撃投手を担当しており、投手としてのスキルも持っている。
吉行
遊撃手。右投右打。あご髭が特徴。冗談が全く通じないほどど真面目で要領が悪く、たろーに似たタイプの選手。一度たろーに感化されてからは野球漬けとなった。真ん中高めが得意（だが最初の山沼戦では真ん中高めが苦手だった）。チーム一地味で打撃成績は高くないが、ジャストミートした時の打球の鋭さはチーム一であり、吉行の打席はナインも海空応援団も、一層力を入れて見守るのが通例となっている。南浦戦で初打点を記録した。最初の山沼戦では一番バッターだったが、唯一活躍した南浦戦では7番、以降さらに8番へと下がっていった。
「打率が悪いのに7番なのは鋭い打球を期待されていたから」という面白い設定を持っていたが、南浦戦以降は特に目立ったエピソードもなく、そのまま連載終了となった。
若月
右翼手（江河原戦の時のみ新開が右翼手に入ったため左翼手を務める）。右投右打。肥満体型であるが俊足（100m走11秒台）であり、通称「身の軽い肥満体」。その足を活かし、好守で何度もピンチを救っている。打撃ではここぞという時にセーフティーバントを含め、内野安打を放つことが多い。打順は9番か8番。甲子園では大中央学園戦での度重なる負傷が災いし、以降の試合は欠場した。ナインの中で唯一アンダーシャツを着ていない。
新開
補欠・マネージャー。地区大会前に入部。野球の理論や技術論に精通し、ナインが質量揃った練習をすることができたのも彼の知識によるものが大きい。海空ナインの頭脳的存在で基本的には解説役や助言役に徹しているが、選手層の薄さなどの理由から自らもグラウンドに立つ（主に右翼手）。「運動神経がプッツリ切れてる」「運動神経が存在しない」「超鈍足」と自他共に認めるほどの運動音痴で戦力としては他のナインに劣るものの、卓越した知識、及び努力と根性でカバーし、フェンスオーバーの打球を2回もはじき返して本塁打を阻止するなど随所で勝利に貢献している。
海空ナインで代打及び代走（臨時代走）での出場描写があるのは彼のみであり、かつ代打では打率10割である（実際に臨時代走は、その場面で打席から一番遠い出場選手と決まっている。但し塁上にいる選手とバッテリーは除かれる。明陵戦で臨時代走として出場しているが、この試合はベンチで控えていた為、新開の臨時代走は本当は認められない。尤も、海空野球部の薄過ぎる選手層では止むを得ない部分はあるかもしれないが）。
大林監督
野球をよく知らず、甲子園でのインタビューでは質問に答える事が出来なかった。ただ時に的を射たアドバイスを送ることもある。なぜか帽子を被った場面は一度もない。
校長
甲子園の準決勝で裸の上半身に選手達の似顔絵を描いて応援するなど母校愛に溢れ過ぎている人物。辰巳は呆れ、たろーは感動していた。
池田
読切に登場した野球部員。背番号10。眼鏡を着用しており中学時代は投手。たろーをからかってバカにしていたが、次第にたろーのやる気に引きずられていく。試合時は補欠であった。
岡村
読切に登場した野球部員。背番号11。連載版の田中に似た風貌。池田同様にたろーをバカにしていた。試合時は補欠であった。

### 海空高校と同県内の各対戦校とその選手

#### 私立山沼高等学校
海空と同地区にある私立校。開校10年目の新しい高校であるがエリート校であり地域の優秀な人材が集まっている。野球部は開校以来9年連続の地区優勝を果たし、その実力は全国的に有名。ただし絶対的な強者というわけではなく、後述の通り、作中以前に大潮商業に完敗した事があり、県大会では江河原高校の粘りに屈する、選抜大会直前の北沢東との練習試合では一軍半のメンバー相手に[[コールド]]負けを喫するなど、何度も負けている。気の良い選手達が揃っており、練習試合の帰りに海空の練習を見た際、全国でも有名な山沼が自分達を偵察に来たと勘違いして舞い上がっている海空ナインに「たまたま立ち寄っただけ」と本当の事は言えずにおだててしまった事で海空の野球部を奮起させる原因を作ってしまい、当初の地区大会決勝でも海空を無名校と侮ったがために敗れてしまった。それをきっかけに、海空を最大のライバルと認め、関東大会決勝、そして甲子園の決勝で再戦する事になる。学校の設備は照明、スタンドを設備した専用野球場、生徒用の寮が存在している。
佐々木
投手、三塁手。背番号は1。自他共に認める山沼のエースでその実力は超高校級と言われており、関東大会にプロのスカウトが駆けつけるほどのスター選手。
投手として海空との初対決時には、ストレートを目で追う事すらさせず、コントロールミスが1球も無かった程であった（しかし力で押すタイプではなく、村西監督によると本来は打たせて取る投球スタイルとの事）。
感情をあらわにせず静かに闘志を燃やすタイプで、いかなる時でも冷静沈着な態度を崩さず、ナインから絶大な信頼を得ている。
打撃も非常に優秀であり、地区大会までの打率は7割五分(その1/3が本塁打)と言う驚異的な成績を持ち、たろーの「最高のボール」を場外満塁ホームランにしている。唯一の弱点は内角低目であり、県大会の江河原戦ではそこにつけ込まれて敗戦したが、ひそかに特訓を重ねて克服し、再戦時には場外本塁打を放ち、また完投勝利して雪辱を果たした。海空に1度敗れてからは、他の部員同様、海空を最大のライバルとして認めていた。本作最後の対戦打者でもある。
長尾
背番号10の投手・二塁手。地区大会の先発投手で、高い鼻が特徴。練習試合の帰り道、たろーの勘違いを前に「立ち止まってただけ」と言えず、他の部員と共に調子のいい事を言って海空ナインを奮起させる原因を作ってしまった。
投手としての実力はかなりの物で、高目の速球を得意とする他、切れのいい変化球も操る。プライドがかなり高く、初期は佐々木をライバル視していた。
しかし海空の試合ではたろーに自慢の速球をツーランホームランされ、佐々木を意識して無理して続投した為、球威の衰えにつけこまれ辰巳に追加点を入れられる。このことで酷く動揺した挙句、たろーの手に死球をぶつけてしまい、屈辱の中マウンドを降ろされる。
その後はたろーの不屈の闘志に感化され、山沼にプライドをかなぐり捨ててでも勝利を目指す執念を浸透させた。佐々木を初め他のナインからもピンチの切り札として信頼されるほどに人間的にも成長を果たし、関東大会の海空戦では、決め球を打たれて動揺した近藤を叱咤するなど辰巳を感嘆させた。
打撃では内角高目を得意とし、関東大会ではひたすら得意コースが来るまでファウルで粘るバッティングでたろーを苦戦させた。打順は地区大会時は8番だったが、関東大会では3番でクリーンナップを担当していた。
近藤
背番号4番の投手、二塁手で打順は5番。地区大会時は背番号15の補欠だが、作中の登場は関東大会から。
児童養護施設の出身で、補欠時代は施設の子供たちに自分は山沼のエースだと嘘をついていたが、関東大会で二塁手のレギュラーを手に入れ、海空戦では投手としてマウンドに上がる。
施設で妹のように可愛がっていた毬子の死を越え、嘘を本当にするため彼女との約束である「いちばん」を目指す。決勝戦で初めて投手として海空に挑んだ。
性格はかなり短気で調子に乗りやすい。油断して相手を甘く見たり、決め球を打たれて動揺する面もある。
投手としては佐々木に引けを取らない速球を投げる他、変化球でカミソリシュートとフォークボールを操り海空を苦戦させた。（ただしたろーのフォークよりは球威・速度が落ちる。）
バッティングでも並はずれた選球眼で球種を見切り、弾力性のある筋肉でヒットを放つ。また回転するボールの縫い目で球種を見分けられる程集中力も高い。得意コースは内角低目のストレート。
ちなみに作中で海空打線と複数回対戦した唯一の投手である。
山崎
背番号3番の一塁手で打順は一番。太い一本眉毛が特徴。特にストーリー上目立たないが、関東大会では自身のエラーを直後のファインプレーで帳消しにするなど強豪高のレギュラーに恥じないプレーを見せた。
佐野
背番号9番、遊撃手（地区大会）右翼手（関東大会）。関東大会では捨て身のスクイズを決めるが田中の必死のブロックの前に防がれる。
村西監督
山沼高校の監督、サングラスと口髭が特徴。地区大会決勝ではサングラスを着用していたが、以後はかけなくなった。
地区大会時、海空をなめてかかり雑なバッティングをした1番打者を見て全員に連帯責任のランニングを命じるなど、勝負事には厳しい。一方で関東大会時、近藤が毬子の思い出のボールを取り出し、たろーに勝負を持ち掛けた際には「公式球でなければ認められない」と主張する審判を説得、協議の末に特別ルールとして認めさせており、野球選手に対する確かな情実も持ち合わせている好人物。
たろーや海空ナインに関してもその闘志と根性をいち早く認めており、無名校と侮る部員達に対し「甘く見るな」と地区大会の前から警告を促していた。
私立北沢東高等学校の監督とは個人的に親しいらしく、それ故に後に練習試合を受けている。

#### 県立大潮商業高等学校
県下でも有数の実力校であり、山沼高校が完敗したこともある。海空高校がチーム一丸で勝利したときは、かなりボロボロであった。山沼の選手は「佐々木みたいのが9人いるようなもの」と評していた。海空と対決したチーム中で、（明陵の立原を含めた）チビキャラが唯一いないチームである。また、監督の姿が描かれていない初めての対戦相手であるのも特徴。
棟方（兄）
背番号1の投手、打順は5番。大潮商のエースで100年にひとりの超大物といわれている。中学時代のたろーの友人で、素質はあったが制球が悪いためにレギュラー落ちした際、その屈辱に耐えられず1度は野球から離れた。しかしたろーの姿に感化され復帰し、また課題の制球もたろーに頼まれて投げてみせたアンダースローの習得により克服した。そのためたろーを尊敬して「心の師」と公言している（もっともたろーは棟方のことを覚えていなかった）。
投球スタイルはアンダースローで絶妙のコントロールを駆使し、打たせて取る戦法を得意とする。ただ強敵に対してはオーバースローの剛速球でねじ伏せる投法も使い、さらにチェンジアップも織り交ぜ、先発と抑えの二役を1人でこなしてしまう「無敵のピッチング」で海空を苦しめた。
打撃でも「安打製造機」の異名を持ち、綿密なデータを基に分析、『相手投手が投げた瞬間にボールの軌道・球種を頭の中に描く』ことができる。このため、際どいコースのボール球や、ストライクからボールになる誘い球などが全く通用しない。また、試合中たろーが急にアンダースローで投げた時のように、データにない相手に対してもボールを寸前まで見てコース、球種を見極め瞬時に適応でき、高い完成度を誇るバッターである。
ナインの司令塔の役割も果たし、作戦はほとんど彼が考えている。バントエンドランなどの奇策も用いてくる。
フェアプレー精神の持ち主でもあり、たろーが極度の疲労で足の痙攣を起こした時、公平に勝負するために鍼治療を施し一時的に復活させた。
東山
背番号3番一塁手。打順は4番。巨漢の主力選手。棟方との名コンビでチームをまとめる。豪快なバッティングで安打の8割が長打。試合中三塁へ滑り込んだ際、たろーと辰巳をまとめて軽々と吹っ飛ばしながら、本人はケロリとしていた。
しかし9回裏の守備でファウルフライを追ってダイビングキャッチをした際、強烈な勢いで海空ベンチに突っ込んでしまい、辛うじてアウトにはなったものの負傷してしまう。実はたろーが背中を受け止めていたために助かったものであり、東山曰く「すまない、受け止めていてくれなかったら、俺は今頃病院のベッドの上だ。」「アウトを取るのに夢中になってしまい、周りが見えなくなっていた。」と認めるほど、大事故に繋がりかねない状況だった。たろーのボロボロの身体を省みないフェアプレイ精神に感化され、審判の交代の勧めを拒否。「棟方が心の師という理由が今分かった」と言い、医務室で治療後も最後まで出場し続けた。
黒田
6番・左翼手。「直球殺し」の異名の通りストレート打ちが得意であり、ストレートだけに狙いを絞る打法を身上としているが、変化球にも対応する。

#### 県立江河原高等学校
柄の悪い新設の男子校（推定）で野球部も楽しみながら試合をするタイプ。
その余裕ぶった態度は確かな実力に裏付けされており、リードされても次の回で追いつき逆転して勝利するのが特徴。
県大会準決勝で山沼を打ち破り、決勝で海空と対戦。後に関東大会の準決勝で山沼と再戦、延長14回の激闘の末、惜敗して甲子園出場を逃す。
吉田
2番・投手。1年生の左腕。作中最初のたろー以外のチビキャラ。性格は自信家かつ短気で高慢でひねくれ者で、先輩に対しても態度が大きいが北野の事は尊敬している。投球スタイルは立ち上がりはコントロールが悪く四球・死球を連発するが、試合が進むにつれ球威・球速ともに別人のようになり、プレートの外側いっぱいを使ってストライクコースに投げ込む「対角線投法」を得意とする。反射神経がよくバッティングではウエストボールにも飛びついて安打にすることもできる。
甲子園出場直前、海空へ転入する。転入直後はそのひねくれぶりからナインの反発を買うが、やがて溶け込み、甲子園では初の先発投手を務めた。投手以外に捕手や三塁手も務め（いずれも実際には左投げが極端に少ないポジション）、たろー以外で唯一4番に座った。北野の影響もあってか木製バットを使って「バットの芯とボールの芯」を合わせるバットコントロールを習得し、海空打線に厚みを持たせた。実力は高いが怪我をしてしまうことが極端に多く、五体満足な状態でプレイすることは少なかった。なお単行本20巻の表紙ではなぜか左手にグラブを着けている。
北野
4番・一塁手。飄々としながらも絶対の自信とカリスマ性を持つ。吉田や大田原も頭が上がらず、たろーでさえも緊張した面持ちで接する。弾丸の様な鋭いライナーを打つ打撃スタイルであり､スタンドに突き刺さる特大のファウルは打つものの本塁打の描写はなく、中距離打者タイプである。口にくわえた楊枝がトレードマークで、本気になると楊枝が上を向く。その「隙のない打法」は佐々木でさえも吸い込まれるように打たれてしまった。
北沢東へ転入しての甲子園1回戦では、その打法をさらにパワーアップさせた「隙だらけの打法」で吉田やたろーを圧倒した。転校の理由は明らかでないが、吉田の成長を促す意味があったのではないかと新開は感じていた。なお右投げだが、1コマのみ右手にグラブを着けている。
なお吉田と北野のように親の都合などの理由以外で転校した場合、本来なら高野連の規定により、1年間公式戦には参加できない。
大田原
3番・三塁手。巨漢の1年生。柔軟な筋肉と豪快なスイングで県大会準決勝で佐々木から3打席連続本塁打を放った。性格は基本無骨でおおざっぱだが、海空戦で吉田が負傷した時は冷静な判断力で窮地を救った。また作中の描写こそないが、自身の台詞から緊急時のリリーフ投手も務められることが分かる。
井上
5番・遊撃手。主将。生徒達からはちゃんづけで呼ばれている。どんな球でも粘り強くファウルにし、相手投手が根負けしたところを安打にするか四球で出塁する。当たりは決して良くないのに人のいない場所に打球が飛ぶその打撃は、観戦していた東山から「かまぼこを切るようないやらしい打撃」と評される。
村田
1番・二塁手。2年生。俊足で、短距離走では県下一の実績を持つ。監督と1つ進塁するごとに1000円をもらう約束をしていた。後藤久美子のファンで、得た金もピンナップを買う為に使おうとしていた。1回裏と延長11回裏の打席のみ描かれているが、いずれも初球をセーフティーバントしている。11回裏は、たろーに危うくタッチアウトにされそうになり、一瞬青ざめた表情を見せた。
平山
9番・捕手。鈍足で、スタメン1成績が悪いとのこと。延長11回裏に三塁に向かった際に辰巳・たろーの守備でアウトにされる。
監督（本名不明）
無精ひげを生やしていい加減な言動が目立ち、いつもは殆ど選手の好きにさせているが、海空戦の終盤はナインたちに的確な指示を下していたことから、野球知識や戦術眼はかなりのものであることがうかがえる。

#### 他の対戦校
準々決勝で五州高校と対戦、準決勝では三下工業と対戦し、いずれも1点差で勝利。但し描写は、いずれも僅かである。五州高校と三下工業の選手名は一切描かれていない。

### 関東大会の対戦校とその選手

#### 私立（推定）南浦高校（茨城県代表）
私立高校で偏差値はあまり良くないと思われる。他の野球名門校の入学試験に落ちた、性格の問題でチームにとけ込めなかったなどの「あぶれ者」が多く、野球以外のスポーツの出身者もいる。声をかけてくれた鈴木監督への恩義から、チームの団結力や向上心は作中屈指である。また、海空の対戦校の中で唯一、チアガールの応援が描かれている。（そのチアガールたちは、田中の農耕打法をバカにした。）
後述のような背番号ミスやバットが極端に短く描かれるなど作画レベルが最も低かった（特に試合前半）時期であった。
池田
5番・遊撃手、投手。主将だがいい加減で時間にルーズ、試合でも遅刻した。「情熱野球」が身上で、ナインに活気を与える太陽のような存在。小柄な身体だが、豪快にフルスイングする打撃が特徴で、オジー・スミスばりの遊撃の守備もトップクラス。沢村の後のリリーフも務め、ベース手前でホップする「サンライズボール」の使い手。相手の心理を巧みに操るピッチングで海空打線を翻弄したが、それゆえ冷静沈着で勝負勘に優れる須永を苦手としていた。作中、背番号が6だったり1だったりのミスがあった。
松岡
4番・三塁手、捕手。巨漢でバットを折りながらも球をスタンドに運ぶ怪力である。佐々木とは同じ中学校で、互角以上の才能を認められており、佐々木も「好敵手」と認めていた。学力はあまり高くなく山沼をはじめいくつかの高校の入学試験に落ち、街中でケンカに明け暮れていた。その後池田の紹介で南浦に野球推薦で入学。気の良い面もあるが、通りすがりの女子生徒にセクハラをするなど、素行はあまり良くない。悪球打ちの松岡と呼ばれ、ど真ん中を苦手としていたが、海空戦では佐々木のフォームを再生するかのような打撃を繰り出し克服していた。池田とは犬猿の仲だが、バッテリーを組めば一変して阿吽の呼吸を見せる。作中、背番号が11・5・2の3種類描かれてしまっている。
沢村
3番・投手。1年生。美男子であり、女子への人気は作中随一。言葉遣いも非常に丁寧で、南浦ナインの中でもまるで色が違う存在。心臓病のため、強豪高には進学出来なかった。「蝶のように舞い蜂のように刺す」絶妙なコントロールと鋭い速球を持つ。対戦相手のデータを熱心に分析し、打たせて取るピッチングで関東大会1回戦ではノーヒットノーランを達成している。「サンライズボール」も池田に教わり投げることができるが、彼の体では著しく体力を消耗するため多投は出来ない。海空戦では自身の限界球数を超えるピッチングを見せ、大きな成長が描かれている。途中で池田にマウンドは譲ったが、外野手として最後までグラウンドに立ち続けた。
石井
捕手、三塁手。作中では田中のファウルボールを追ってフェンスに激突するなど、沢村を庇って激しいプレーを見せる。
矢口
1番。異常なほどの短気な性格。元ラグビーのバックスで、守備妨害すれすれの走塁で高倉を蒼白させていた。
鈴木監督
「あぶれ者」に声をかけ、野球部を作り上げた功労者。選手からは絶大な信頼と思慕を置かれている。普段は温厚なただずまいであるが、池田の遅刻癖に関してはさすがに我慢ならないらしく、かなりの勢いで怒っていた。試合の中で海空を強敵と認め、「これほどの壮絶な試合は初めてだ」という趣旨の発言をする。また、たろーに関しても「沢村はまたひとりすばらしいライバルを得た」と評価していた。

#### 私立東相大学付属明陵高校（神奈川県代表校）
前年度関東大会優勝校。登場時点での最強チームと呼ぶに相応しく下位打線が無く、5番を挟んで1番から4番と6番から9番までが二段構えの上位打線とされる。作中、海空が唯一2点差をつけて（15-13）勝利したチームであるが、そのあまりの強さに、普段は決してへこたれないたろーですら、危うく野球への情熱を折られかけたほどであった。
高杉
4番・三塁手（投手）。背番号1。寡黙な剣の達人で中学校では剣道で全国制覇している。たろーとは幼なじみであり、小中学校が同じ。たろーが｢史上最高｣を目指し、野球を始めるきっかけとなったキーパーソンでもある。明陵高校の野球部入部試験では無条件で合格した。たろーとの対戦では1打席目こそ中飛に終わったが、2打席目ではバックスクリーン横に突き刺さる本塁打を放った。バットから放出される気迫は佐々木をして「真剣をバットに持ち替えただけ。まさに剣豪」と言わしめる。投手としては抑え担当だが、海空戦では立原にスポットが当たったため、登板はなかった。現実には珍しい左投げの三塁手。また、常に口を閉じているが、たろーの中学時代の回想シーンに出てくる高杉は一度だけ口を開けている。
棟方（弟）
2番・投手。背番号5。1年生｡大潮商の棟方の弟。顔はそっくりだが、兄とはまるで性格が違い、中学校では喫煙をするほどである。兄に劣らない実力の持ち主で、兄を最大のライバルと考えている。先に野球を始めたのは弟だが、性格にむら気があったせいで兄のほうが早く上達したとのこと。打撃は「安打製造機」の兄に対して「安打製造人間」と評され、投球はモーションと球のギャップで相手を幻惑する「詐欺師投法」を武器とする。
立原
9番・遊撃手、投手。作品中もっともたろーに近いキャラである。1年生時入部試験に落第し、2年時に再度試験を受けるも並以下の数値ではあった。しかし、点数こそ低いもののすべての項目で驚異的な数値の伸びを見せたこと、1年間独力で練習したにも関わらずそれだけ成長していたことに西室監督が驚嘆し、監督推薦で特別に入部する。それからは猛練習の末「影の4番・努力の4番」と呼ばれるほどの根性が認められ、ナインから推されて主将となる。
身体に似合わないほどの長いバットを、腰がねじ切れそうなほど常に全力で振り回し、いかなる球にも食らいついていくバッティングが持ち味。チーム全員の「導火線の火付け役」と呼ばれ、出塁すると大量得点に結びつくケースが多い。
投手としては監督譲りの左のアンダースローから繰り出される鋭いクロスファイヤーのストレート「左の狙撃兵」（球がホームベースをわずかにかすめるだけなので、ストライクゾーンのボールが右打者では体に当たるほどの内角いっぱいのコースになり、左打者ではバットが届かないコースに決まる）を完成させた。故に観客に「プロでも打てない」と言わしめている（この投球スタイルは実在のプロ選手で言えば永射保が近い）。
普段は憎めない発言で親しみ易い人物だが、海空を甘く見て気を抜いた発言をした捕手を殴りつけたり、ナインから投手交代を進言されてもマウンドにしがみついて譲らないなど、激しい気性も持つ。
江崎
1番・一塁手。俊足である。3打席目で三直に倒れるまでの出塁率は100%であった。
島岡
3番・二塁手。外見は「ぼーっと」しているが、通称「塁上のそうじ人」の強打者。
西室監督
かつては「左の狙撃兵」を操り、ノンプロ野球界を騒然とさせた名選手。明陵の監督として厳しいセレクションを行い、試合中もいかめしい顔を崩さない。
たろーとの勝負にこだわり続けた棟方の我が儘を2軍に落とすのと引き換えに聞き届けたり、立原のさらなる成長を願って最後の最後までマウンドを任せるなど、采配面では意外に情けある性格。

### 甲子園の対戦校とその選手

#### 私立北沢東高等学校（西東京代表）
優勝候補と評され、マスコミが発表した甲子園出場校の評価も最高のAランク。予選では1試合平均得点7.6を誇る打撃のチーム。甲子園直前の山沼との練習試合では、一軍半のメンバーでコールドゲームで破っている。（但し、実際の高校野球では選抜大会の出場校同士が大会前に練習試合で対戦する事は出来ない。）最も試合時のページ数が多かった対戦相手。（実際の選抜高校野球大会では東京のチームと関東のチームが1回戦で対戦する事は規定により有り得ない。但し夏の甲子園では有り得る。）
山田健太
3番・投手。1年生。キセコ島で祖父と2人で暮らしていた、根っからの自然児。合宿に来ていた野球部員との合同練習で、並外れた身体能力と怪力で部員達の度肝を抜き、そのまま入部する。性格は天真爛漫で細かい駆け引きは苦手。重い「豪速球」と超スピードの「超速球」を使い分ける。打撃の実力も超一流で、「鉄腕」の異名を持っている。
斉藤
捕手で主将。山沼との練習試合では4番だが甲子園では9番で、チームの選手層の厚さを物語っていた。性格は凶暴で、ポカをする山田をよく殴る様はたろーと辰巳の関係に似ている。打撃では「地を這う様な弾丸ライナー」を打つことを得意とする。
大場
1番・左翼手。合宿で山田の底知れない体力に驚愕し、巨木割りのトレーニングに人一倍励み、チップしたボールに焦げ臭さが残るほどの腕力を手に入れた。巨体ながら本来は器用なタイプのためバントも得意。
坂本
5番・三塁手。北沢東の元4番。194cmの長身にウィングスパンは2mと日本人離れした体型の持ち主。ギョロ目にタラコ唇と容貌も日本人離れしている。北野の加入で5番に降格させられた為、岩本監督に心の中で悪態をついている。これは坂本の反骨心を期待し、より良い結果を出させるための配慮である。
「一本足打法」を得意とし、偶然たろーの「大速球1号｣のタイミングが合っていたため、これを最初に完璧に打ち崩した打者となった。なお最初坂本に設定されていた選手は長嶋一茂をモデルにしていたらしく、雑誌掲載時北沢東が甲子園に初登場した際はタレ目の長身の選手が描かれていたが、後に設定が変わったらしく、単行本収録時はこの選手は坂本に変わっていた。
石川
2番。流し打ちがうまく、どんなに狭い三遊間でも抜いてしまうといわれている。リストが強く引っ張った打球も鋭い。
岩本監督
斉藤が紹介してきた山田健太を受け入れ、北野を加えてチームの実力を躍進させる。山沼高校の村西監督とは個人的に親しい。
試合序盤ではナインに対して指示を出す姿が見られたが、中盤から終盤にかけてはその役割を山田のじーちゃんに取って代わられてしまった。
急造バッテリーとは思えない息の合わせ方で北沢東打線を抑え込むたろーのことを「聞きしに勝る逸材」と最大限に評価している。

#### 県立紀伊國高等学校（和歌山県代表）
他の甲子園出場対戦校と比べてやや地味な対戦校であり、ランキングもCランクだった。この高校も監督の姿が明確に描かれていない。
中村大造
2番・投手、捕手。右投左打。野球を始めて3週間と報じられた「未完の大器」だが、実際は幼馴染のよし男(共に甲子園に行くことを目標にしていた)の事件まで、幼少から野球経験を重ねており、リトルリーグ時代から実力はずば抜けていた。そのため野球知識も豊富。
ピッチングスタイルは適度に球が荒れるのを武器とし、快速球を様々なコースに散らすのが基本。時折「おちょくりボール」と自ら呼ぶ、超スローボールを投じ打者を翻弄する。必要なときにストライクを取れるだけの技量は持った上での荒れ球である。最後の切り札として通常のカーブより遥かに大きく曲がり、「カーブが来ると分かっていても打てないカーブ」と自賛する「大カーブ1号」を持つ。こちらは抜群のコントロールを誇りいやらしいコースをつく球だが、須永にそれゆえの弱点を見切られてしまう。
打者としての実力も高く、2番でありながらナインの中心と言っても過言ではない。
野球は手早くスマートに進めるのが信条らしく、たろーを「どんくさい」と馬鹿にする。阪神タイガースファン。登場当初は喫煙や海空ナイン相手の詐欺行為など問題行動が多かった。名前は同名の当時の編集担当者から取られている。
小林
9番・三塁手、投手。右投左打。普段は雑用係で公式戦に出場するのは海空戦が初めてであり、負傷した選手に代わっての出場であった。観客から「幼稚園児」呼ばわりされ、小柄なたろーですら見下ろすことが可能なほどの作中随一の小兵。精神レベルも低く、たろーと「打つ」「打たせない」と不毛な口喧嘩を始めるほど。
しかし「超合金リスト」と呼ばれるほどの脅威的手首の強さ、二塁打を三塁打にしてしまうほどの超俊足、バットがボールに当たるか当たらないかのうちに打球の方向を見極められる守備勘と、誇れる長所をいくつも持っており、そのプレイは一塁ファウルフライを三塁からあわやキャッチ寸前まで追いついてしまうほど。
大カーブを打ち崩された中村の後を受けて投手も務め、手首の強さを生かし、驚異的なスピンがかかった速球を繰り出す。
野球選手としての素質は作中でも屈指であり、たろーも「おでがはじめてのときと、えらいちがいだど」と驚愕していた。
武田
1番・捕手、三塁手。右投右打。大柄の不良で別名「大魔神武田」。野球部以外に、柔道・ボクシング・空手など複数の部に在籍しているが、野球部だけは在籍しているだけの、いわば幽霊部員だった。中村とは喧嘩仲間で、彼の幼馴染であるよし男が自身の力量を既に自覚しており、その夢を中村に託したのを間近に見て涙し、それ以来、真剣に野球に取り組むようになった。試合中、真剣にプレーするたろーを馬鹿にする人間に激怒して殴っていた（たろー曰く「辰巳よりすごい」。実際の試合ならもちろん退場ものである上、止めに入った審判にまで手を出している）。

#### 私立大中央学園高等学校（徳島県代表）
前年の夏の甲子園の優勝校で、名実ともに史上最高のチーム。当然Aランク。「選手ひとりで1点を取っていく野球」が持ち味。この高校も監督の姿が明確に描かれていない。
高木
7番・三塁手、投手。文武両道の何をやらせても完璧な天才で、熱中できるものがなく退屈な日々を過ごしていたが、たまたま妹と観戦していた地区大会の海空-山沼戦でたろーの存在を知り、自分と対等に戦える相手と認める。海空が「いずれ全国に出てくる」と直感し、たろーと対戦すべく東大進学を蹴ってまで野球の名門の大中央学園に転校した。
スイッチヒッターでミートタイミングのセンスがずば抜けており、軽いスイングながら流し打ちの本塁打をたろーから放った。さらに高速スライダーを武器にするスイッチピッチャーであり、打者によって左右を使い分ける（試合終盤は左投げに専念）。投手としては「大中央学園最後の切り札」として温存されてきた。
作品全体では登場回数は少ないものの､才能の上に胡坐をかかないハンサムな努力家ということもあって、読者人気投票では第2位を獲得した。また、常に帽子はひさしを後ろにしてかぶっている。
真田
投手、三塁手。海空戦で先発。作中の甲子園出場校の選手では最長身。高い背、長い腕から繰り出す速球が持ち味。その球は須永曰く「山田の超速球であり豪速球」であり、本気で投げた際には速度、球質共にそれ以上の投球を見せた。山田以上のパワー型投手だが変化球も使えるようで、作中ではスローカーブを投げている。夏の甲子園準決勝では完全試合を達成しており（実際の夏の甲子園では達成されていない）、海空戦まで54イニング連続無失点を記録していた。
山崎
1番・一塁手。出塁率98%を誇り、1番打者として出塁した時は必ずホームに戻ってくる（チームが得点する）といわれる俊足である。社交的で性格が軽く、相手を小ばかにすることがあるが根は真面目。本来はエース（右投げの真田との二枚看板か?）のようでKOされた真田に替わってマウンドに上がろうとするも、たろーに「高木だもんね～!」と止められる。「大速球2号」の初期の弱点（真ん中に投球が集まる）を見切る。
山本
3番。眼鏡がチャームポイントの選手。生真面目な外見で打球の行方や投球の癖に関する見切りが優れている。背番号は12。
左翼手（名前不詳）
特徴ある釣り目に大柄な体の選手。高木とともに「眠っていた主力選手」として描かれていたが、最終的に名前が出てこなかった。唯一の活躍は9回裏でセンターから矢のような送球をして若月を阻止したシーンのみ。海空を知らない山崎らチームメイトに向かって、海空が次の対戦相手だと指摘するところから、試合前に相手を調査するタイプと思われる。最後まで誰か描かれなかった4番の可能性もある。
捕手（名前不詳）
眉毛が繋がっており、鱈子唇をしている。9回裏、若月の本塁突入をブロックで阻止した。

#### （私立・公立どちらか不明）あわもり高等学校（沖縄県代表）
初出場でありながら、これまでの試合をすべて逆転で勝ち抜き、準決勝に進出した通称「逆転のあわもり」。ランキングは不明。どこか江河原と似た雰囲気を持ち、挑発的な言動を取るメンバーが多く、試合マナーはあまり良くない。連載終盤であった為、ページ数がやや少なく描写の掘り下げが少なかった。
比嘉
投手。背番号3。小太りで常に何かしら食べている食いしん坊であるが、底知れないパワーを発揮する。監督にもいつか大成することを期待され、よく打たれるにもかかわらず準決勝までのマウンドを任されてきた。準決勝前日、たろーに大速球1号を教えてもらうが、比嘉自身の体力がたろーを大きく上回るため、その爆発力はたろー以上であった。なぜか試合開始直後は帽子をかぶっていなかった。
憎めない面もあるが、ちゃっかりした性格の持ち主。代金を持っていないのに「腹が減ってしょうがなかった」という理由でメシをたらふく食べ、その払い(たろーと二人で1万5000円。高級料理などない大衆食堂にも関わらず、尋常でない量を食べたため)を辰巳に押し付けた。試合中でも辰巳に対しイヤミを言ったりもしている。
上原
4番・一塁手。背番号1。普段は飄々としておりバッティングも頼りないが、得点圏に走者が出ると、驚異的な集中力を発揮して高打率を誇る。「逆転請負人」の異名を持つ。投手としての実力は短いイニングなら比嘉以上。
友利
1番。プロ並みのスイングスピードを持つ。打球の鋭さは吉田でさえ見失うほど。凄まじい俊足で、盗塁成功率は10割。ジャンプ力も吉田を飛び超え、それを追ってジャンプした吉田が届かなかったほどである。そのため「忍者」のようだと言われる。顔はどの角度から見ても片目が必ず隠れている。
仲田
2番。巨漢だが体型に似合わず器用である。
ベンチでのみ登場（名前不詳）
海空を馬鹿にした言葉をしばしば口にしていた。 ハンサムでしばしば登場し、目立ってはいたが結局活躍はなく、名前も明らかにされなかった。連載終盤であった為にボツになったキャラの可能性が高い。
古波蔵監督
温厚な笑みを絶やさない老年の監督。選手達の自主性に任せているらしく、挑発的な言動をする選手を咎めることもなく、先発メンバー以外は目だった采配を振るわなかった。

### その他の登場人物
長尾の弟
名前は「義男」。小学生と思われる。メガネをかけており、兄弟でありながら兄には似ていない。大潮商戦の前に友人達と一緒にたろーの特訓につきあっていたことがあり、たろーを「弟子」と呼んでいた。
毬子
野球のボールを握り締めたまま、近藤の育った施設に置き去りにされていた少女。親との繋がりが野球のボールだったことと、近藤に妹のように可愛がられた影響もあって野球が好きになり、将来は野球選手になりたいと夢を持ち、近藤が「いちばん」になることを願っていた。近藤にとっても彼女との出会いが野球を始めるきっかけとなったため、「今、山沼で野球をやっているのは毬子がいたからだ」と心中で深く感謝していた。
試合で活躍する近藤の姿を常々見たがっていたのだが、一度も連れていって貰えなかった(実際には補欠だったにも関わらず、近藤は彼女を含めた子供達に「山沼の正選手だ」と嘘をついていたため)。
彼女の為にもと必死の努力を続けた近藤がようやく二塁手のレギュラーを手に入れ、翌日から晴れの舞台となる関東大会に連れていこうとした矢先に交通事故に遭い死亡。その死は近藤と、海空の新聞部の生徒から毬子の話を聞いたたろーに大きな影響を与えた。
施設の園長
施設のヒーローである近藤が出場する関東大会を、子供たちを引き連れ観戦。調子に乗ると油断する近藤の悪い癖を指摘していた。
山田の祖父
小笠原の孤島で山田と2人で暮らしていた。野球に関する知識が深く、甲子園の北沢東ベンチに忍び込み、選手に助言を与える。高齢だが女の子にセクハラするなど、かなりの色好み。
記者
スポーツ新聞の記者で、甲子園出場校を取材していた。海空に紀伊國戦前に取材した際、たろー達に中村について逆に質問されたことがある。やる気溢れる海空なら大中央学園に勝つかもしれないという予感がし、見事に的中している。
よし男
東南高校の野球部員。紀伊國・中村の幼馴染で野球仲間。
幼少のころから、中村と一緒に野球をして甲子園に行き、テレビカメラの前で「こうしえん」と描かれたグローブを合体させることが夢だった。しかし傍目にも才能がなく、中村もそれを分かっていながら指摘することが出来なかった。
リトルリーグ時代、たまたまある試合でファーストの守備についていたところでミスを連発、ピンチを招いてしまう。後悔と恐怖から固くなってしまったところへ、バントを処理しようとした中村が我を忘れて本気の送球をしてしまい、肩にボールが直撃。一生治らないかもしれない故障を負ってしまう。直後に親の都合もあって黙って引越ししてしまい、中村はよし男がどうなったのかを知らないまま高校まで過ごしていた。
それでも野球への情熱は止まず、必死で肩を治療して高校まで野球を続け、弱小高とはいえ投手のレギュラーポジションを獲得していた。再会した中村の特訓を受けながら紀伊國高と2度に渡る練習試合の末、才能のないことをはっきりと中村に告げ(中村へ配慮し口にするのを避けていたが、実は前から自覚していた)、自身の夢すべてを託す。これが紀伊國ナインの結束力を強固にした。
中村の父
熱心な阪神ファンで、自身も野球の腕に覚えがあり、リトルリーグ時代の中村の相手もしていた。
高木の妹
野球に興味のある好奇心旺盛な少女（女子高生?）。兄を強引に地区大会の海空戦に誘い、結果的に兄を野球人生へ歩ませた。たろーにも興味があるらしく、海空ナインが甲子園を初めて訪れた時たろーにサインをねだっており、ミミズが這ったような字を見て「わあ、じょうず」と言っている。また、山沼の近藤のことも知っていた。
比嘉の父
比嘉の活躍を見て「どんなときでもメシだけは、たらふく食わせてきた」と言っていた。かなりの酒好きなようで、スタンドの応援中でも一升瓶を持ち込み、他に勧めたり自ら飲んだりしていた。

## アニメ
「ジャンプアニメカーニバル」の一作品として制作され、1988年9月23日に公開された。
読み切り版のストーリーをベースに江河原高等学校との対戦を追加して再構成されたもの。
1990年にはVHSがリリースされた。

### スタッフ
- 原作：こせきこうじ
- 監督：芝山努
- 企画：週刊少年ジャンプ、集英社・ニューメディア室、集英社・宣伝部
- プロデューサー：大野実、加藤良雄、岡村雅裕
- 脚本：富田祐弘
- 作画監督：山田みちしろ
- 動画：亜細亜堂
- 音楽：飛澤宏元
- 撮影監督：高橋秀子
- 録音監督：水本完
- アニメ製作：シンエイ動画

### キャスト
- 山下たろー：丸山裕子
- 辰巳：玄田哲章
- 吉田：田中真弓
- 北野：江原正士
- 高倉：島田敏
- 新開：矢尾一樹
- 岡村：安西正弘
- 須永：佐々木望
- 田中：関俊彦
- モモエ：松井菜桜子
- セイコ：松本利香
- アキナ：水原リン
- 徳先：鈴置洋孝
- 審判：稲葉実

### 主題歌
- OP「TARO」（作詞：岡田冨美子 作曲：都志見隆 編曲：飛澤宏元 歌：橋本舞子）
- ED「ファインプレイに拍手を」（作詞：岡田冨美子 作曲：都志見隆 編曲：飛澤宏元 歌：橋本舞子）